# Гликман, Борис Фомич
Бори́с Фоми́ч Гли́кман (13 октября 1924, Смоленск —  2010, Москва) — советский учёный в области гидродинамики, изобретатель, доктор технических наук, профессор, лауреат Государственной премии СССР и премии Совета Министров СССР.

## Биография
Родился в 1924 году в Смоленске. 
В 1942—1945 году служил в РККА. C боями прошёл Украину, Румынию, Венгрию, Австрию. Участвовал в Корсуньской битве, Будапештской операции и штурме Вены. Освобождал города Умань, Могилёв-Подольский, Яссы, Фокшани, Клуж, Мишкольц, Веспрем, Фюрстенфельд, Грац. Получил звание лейтенанта. Победу встретил в городе Грац (Австрия) в должности командира минометного взвода 645 стрелкового Рымницкого полка 202 стрелковой Корсуньской дивизии.
Был дважды ранен. Награждён орденом Красной Звезды (январь 1945), дважды награждён  орденом Отечественной войны II степени (декабрь 1944, апрель 1945).
В 1947 году переводом из МГТУ поступил на второй курс первого набора студентов ФТФ МГУ (в сентябре 1951 реорганизован в МФТИ) на специальность «термодинамика». Был старостой группы, закончил МФТИ с отличием.
После окончания МФТИ работал в НИИ-1 под руководством Л. В. Келдыша. Входил в группу, занимавшуюся теоретическим объяснением первых неудачных запусков ракеты Р-7 при работе по лунной программе. 
Занимался исследованием течения жидкостей по трубкам применительно к ЖРД, автор ряда публикаций, посвящённых разработке ЖРД.
Автор ряда изобретений в области гидродинамики.
Последние годы жизни занимался разработкой систем обнаружения утечек и был научным руководителем ряда аспирантов факультета аэрофизики и космических исследований МФТИ.
Скончался в 2010 году. Похоронен в Москве на Новодевичьем кладбище - 7 уч.(лев.ст.), 3 ряд, 15 место.

## Публикации
- Б. Ф. Гликман. Автоматическое регулирование жидкостных ракетных двигателей. — М.: Машиностроение, 1974. — 396 с.
- Б. Ф. Гликман. Нестационарные течения в пневмогидравлических цепях. — М.: Машиностроение, 1979. — 253 с.
- В. Я. Лихачев, А. С. Васин, Б. Ф. Гликман. Техническая диагностика пневмогидравлических систем ЖРД. — М.: Машиностроение, 1983. — 207 с.
- Б. Ф. Гликман. Математические модели пневмогидравлических систем. — М.: Наука, 1986. — 365 с.

## Награды и премии
- Орден Красной Звезды (январь 1945)[1]
- Орден Отечественной войны II степени (декабрь 1944, апрель 1945)[1]
- Премия Совета Министров СССР[4]
- Государственная премия СССР[4]